# پیتر کانر (بازیکن فوتبال)
پیتر کانر (انگلیسی: Peter Connor؛ زادهٔ) بازیکن فوتبال اهل بریتانیا است.
از باشگاه‌هایی که در آن بازی کرده‌است می‌توان به باشگاه فوتبال بلکپول اشاره کرد.